# Westminster Kennel Club

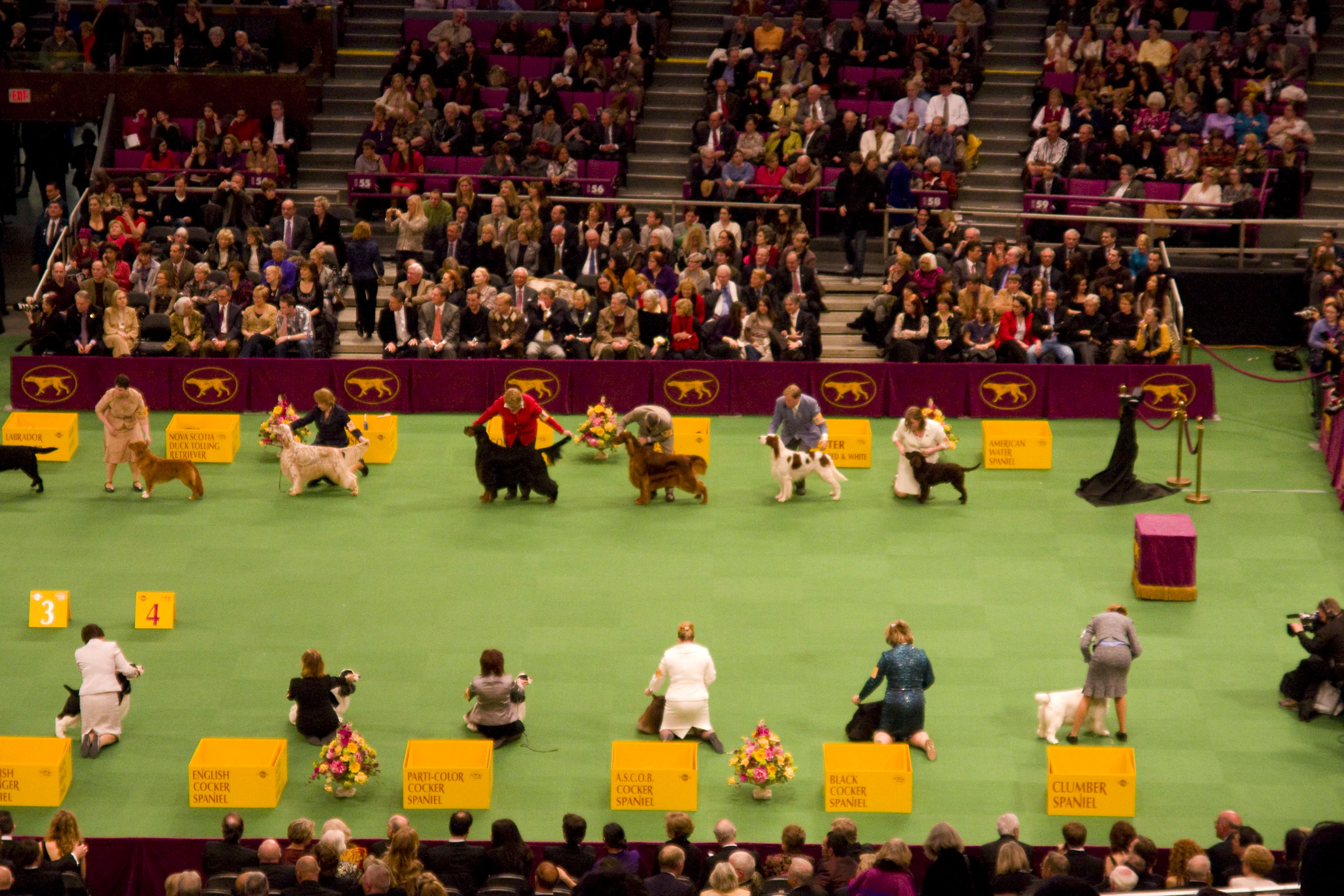
Sporting Group de l'exposition canine Westminster Kennel Club en 2011.

Le Westminster Kennel Club est une exposition canine qui se déroule chaque année au Stade Arthur-Ashe à New York aux États-Unis. Cette exposition canine est une des plus prestigieuses des États-Unis.